# Dhar (stato)
Lo Stato di Dhar fu uno stato principesco del subcontinente indiano, avente per capitale la città omonima.

## Storia

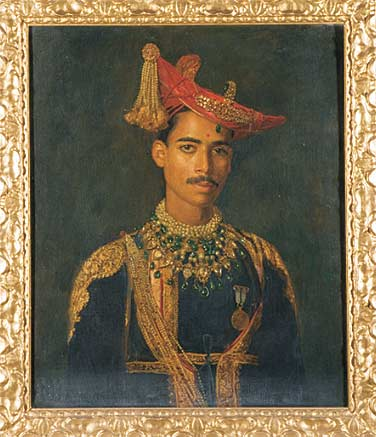
Il maharaja Udaji Rao II Puar di Dhar

I Puar del Rajputs, antenati dell'ultima famiglia regnante, si stabilirono nel Dhar già prima dell'inizio dell'era cristiana. I famosi raja Vikramaditya e Bhoj si dice abbiano regnato a Dhar. Vikramaditya trasferì la sua capitale da Ujjain a Dhar. La dinastia regnante venne però fondata ufficialmente solo nel 1729 e cioè quando Udaji Rao Panwar un soldato distintosi che ebbe a ricevere dai Peshwa i territori in oggetto. Durante i raids pindhari, il territorio dello Stato venne parzialmente smembrato sino al 1819 quando venne preso sotto la protezione britannica. L'intero Stato venne confiscato dalle autorità inglesi dopo la ribellione dei sepoy del 1857, ma venne restaurato nel 1864 con una riduzione del territorio.

## Governanti

### Raja
| Inizio del regno | Fine del regno  | Nome                            | Nascita-morte         |
| ---------------- | --------------- | ------------------------------- | --------------------- |
| 1728             | 1732            | Udaji Rao I Pawar               |                       |
| 1732             | 1736            | Anand Rao I Pawar               | (n. ... - m. 1749)    |
| 1736             | 1761, 6 January | Jashwant Rao I Pawar            | (n. 1724 - m. 1761)   |
| 6 gennaio 1761   | 1782            | Khande Rao Pawar                | (n. c.1758 - m. 1782) |
| 1782             | 10 giugno 1807  | Anand Rao II Pawar              | (n. 1782 - m. 1807)   |
| dicembre 1807    | 1810            | Ramchandra Rao I Pawar          | (n. 1807 - m. 1810)   |
| dicembre 1807    | 1810            | Maina Bai (f) (reggente)        |                       |
| 1810             | ottobre 1833    | Ramchandra Rao II Panwar        | (n. 1805 - m. 1833)   |
| 21 aprile 1834   | 23 maggio 1857  | Jashwant Rao II Pawar           | (n. 1823 - m. 1857)   |
| 23 maggio 1857   | 19 gennaio 1858 | Anand Rao III Pawar (1ª volta)  | (n. 1844 - m. 1898)   |
| 19 gennaio 1858  | 1º maggio 1860  | stato abolito                   |                       |
| 1º maggio 1860   | 29 luglio 1898  | Anand Rao III Pawar (2ª volta)  |                       |
| 29 luglio 1898   | 1º gennaio 1918 | Udaji Rao II Pawar "Baba Sahib" | (n. 1886 - m. 1926)   |

#### Maharaja
| Inizio del regno | Fine del regno | Nome                            | Nascita-morte       |
| ---------------- | -------------- | ------------------------------- | ------------------- |
| 1º gennaio 1918  | 31 luglio 1926 | Udaji Rao II Pawar "Baba Sahib" |                     |
| 1º agosto 1926   | 15 agosto 1947 | Anand Rao IV Pawar              | (n. 1920 - m. 1989) |